# Left to My Own Devices
Singles de Pet Shop Boys
Domino Dancing
(1988) It's Alright
(1989)
Left to My Own Devices est une chanson du duo britannique Pet Shop Boys extraite de leur troisième album studio, Introspective, paru le 11 octobre 1988.
Le 14 novembre 1988, quatre semaines et six jours après la sortie de l'album, la chanson a été publiée en single. C'était le deuxième single tiré de cet album.
Le single a atteint la 4e place au Royaume-Uni.